# Elusa peninsulata
Elusa peninsulata är en fjärilsart som beskrevs av Walker 1865. Elusa peninsulata ingår i släktet Elusa och familjen nattflyn. Inga underarter finns listade i Catalogue of Life.